# Сельментаузен
Сельментаузен (чечен. Селман-Тевзана) — село в Веденском районе Чеченской Республики. Административный центр Сельментаузенского сельского поселения.

## География
Село расположено в междуречье рек Ваштар и Теник, в картографии ошибочно обозначенными как Абазулгол и Алакская соответственно, в 39 км к западу от районного центра Ведено и 109 км от столицы Чечни Грозного.
Ближайшие населённые пункты: на северо-западе — село Улус-Керт, на юго-западе — село Дуц-Хутор, на северо-востоке — сёла Махкеты и Тевзана, на западе — село Зоны.

## История
В период с 1944 по 1958 год, после депортации чеченцев и ингушей и упразднения Чечено-Ингушской АССР, село носило название Хваршини и входило в состав Веденского района ДАССР.
С восстановлением Чечено-Ингушской АССР, селению было возвращено его прежнее название. По состоянию на 1 января 1990 года в Сельментаузенский сельсовет Веденского района Чечено-Ингушской АССР входили сёла Нижний Сельментаузен и Верхний Сельментаузен с населением, соответственно, 284 и 309 человек.

## Население
| 2002 | 2010 |
| ---- | ---- |
| 834  | ↗909 |

## Образование
- Сельментаузенская государственная средняя общеобразовательная школа[9].